# Endoxazus conradti
Endoxazus conradti är en skalbaggsart som beskrevs av Hermann Julius Kolbe 1892. Endoxazus conradti ingår i släktet Endoxazus och familjen Cetoniidae. Inga underarter finns listade i Catalogue of Life.